# Sigo rebelde
Sigo rebelde es un álbum recopilatorio de la cantautora hispano-británica Jeanette, publicado en 1996 por el sello discográfico Hispavox. Fue lanzado por los veinticinco años de carrera musical de la cantante y en él se incluyó canciones grabadas del grupo Pic-nic (donde la cantante era vocalista) y como solista, además de la versión en francés de «Porque te vas». Dos sencillos promocionales se publicaron para el material.

## Información general
En 1992 Jeanette se integró a Mágicos 60, un grupo musical que rendía tributos a la música de sus integrantes. En 1996, Hispavox concibe este disco como celebración de los veinticinco años de carrera musical de Jeanette, por lo que por un corto periodo la cantante reservo su participación en el grupo. Se seleccionaron canciones de gran popularidad como «Soy rebelde» o «Porque te vas» y las que la cantante grabó junto al grupo Pic-Nic como «Cállate niña» entre otras. Hispavox adquirió los derechos de los discos Corazón de poeta y Reluz para agregar los éxitos «Frente a frente», «Corazón de poeta», «Con qué derecho»  entre otros que la cantante obtuvo en los años '80s. Se incluyó la canción «Pourquoi tu vis» con el título «Porque te vas (versión francesa)».
Sigo rebelde se publicó en España en formato CD y casete. Para su promoción se editó dos sencillos promocionales: «Soy rebelde», sencillo debut de Jeanette y «Porque te vas», sencillo que en 1976 tuvo impacto en varios países europeos. En cuanto a crítica, el disco tuvo reseñas favorables. Según José Arenas del diario ABC en Sigo rebelde hay «temas que todos hemos tarareado alguna vez» al haber «un puñado de buenas canciones para hacerlas un lugar en el corazón». Julián Molero de lafonoteca describe que hay «varias antologías o recopilatorios de Jeanette pero ninguna alcanza a reflejar lo que ha supuesto, y aún supone» su carrera. Molero recomienda este disco al ser amplio y tener grabaciones de Hispavox y RCA.

## Lista de canciones
| Sigo rebelde CD 1 |                                                                   |                                       |                           |          |  |
| N.º               | Título                                                            | Escritor(es)                          | Productor(es)             | Duración |  |
| 1.                | «Soy rebelde» (de Palabras, promesas...)                          | Manuel Alejandro                      | Rafael Trabucchelli       | 3:11     |  |
| 2.                | «Estoy triste» (de Palabras, promesas...)                         | Alejandro                             | Trabucchelli              | 4:00     |  |
| 3.                | «No digas nada» (de Palabras, promesas...)                        | Jeanette · Rafael Turia               | Trabucchelli              | 2:51     |  |
| 4.                | «Frente a frente» (de Corazón de poeta)                           | Alejandro                             | Alejandro                 | 3:19     |  |
| 5.                | «Cállate niña» (de Pic-Nic)                                       | Jeanette · Turia                      | Trabucchelli              | 3:34     |  |
| 6.                | «El muchacho de los ojos tristes» (de Corazón de poeta)           | Alejandro                             | Alejandro                 | 3:32     |  |
| 7.                | «Porque te vas» (de Jeanette canta Porque te vas y 9 éxitos más)  | José Luis Perales                     | Trabucchelli              | 3:20     |  |
| 8.                | «Reluz» (de Reluz)                                                | Marcos Sabino                         | Eduardo Lages · Ed Wilson | 3:55     |  |
| 9.                | «Me olvidaras» (de Pic-Nic)                                       | Jeanette · Turia                      | Trabucchelli              | 2:10     |  |
| 10.               | «Seguiré amando» (de Jeanette canta Porque te vas y 9 éxitos más) | Jeanette · Rafael Carlos Colombo      | Trabucchelli              | 3:03     |  |
| 11.               | «Con que derecho» (de Reluz)                                      | Wilson · José de Ribamar "Cury" Heluy | Lages · Wilson            | 3:48     |  |
| 12.               | «Él es distinto a ti» (de Pic-Nic)                                | Janis Ian                             | Trabucchelli              | 3:16     |  |
| 13.               | «Música» (de Cállate niña)                                        | Jeanette · Turia                      | Trabucchelli              | 1:55     |  |
| 14.               | «Oye mamá, oye papá» (de Palabras, promesas...)                   | Alejandro                             | Trabucchelli              | 3:24     |  |

| Sigo rebelde CD 2 |                                                                    |                                                                   |                |          |  |
| N.º               | Título                                                             | Escritor(es)                                                      | Productor(es)  | Duración |  |
| 1.                | «Corazón de poeta» (de Corazón de poeta)                           | Alejandro                                                         | Alejandro      | 4:38     |  |
| 2.                | «Palabras, promesas...» (de Palabras, promesas...)                 | Perales                                                           | Trabucchelli   | 4:09     |  |
| 3.                | «Amanecer» (de Pic-Nic)                                            | Jeanette · Turia                                                  | Trabucchelli   | 2:29     |  |
| 4.                | «Deixa esa gente falar» (de Reluz)                                 | Serginho Herval · Adapt. Español: Luis Gómez-Escolar              | Lages · Wilson | 3:00     |  |
| 5.                | «Negra estrella» (de Pic-Nic)                                      | Milton Okun · Noel Paul Stookey · Elaina Mezzetti                 | Trabucchelli   | 3:27     |  |
| 6.                | «Sol de verano» (de Reluz)                                         | Carlos Colla · Luis Alberto Ferri · Adapt. Español: Gómez-Escolar | Lages · Wilson | 3:18     |  |
| 7.                | «Te esperaré» (de Pic-Nic)                                         | Turia · Vytas Brenner                                             | Trabucchelli   | 2:47     |  |
| 8.                | «Escucha» (de Palabras, promesas...)                               | Perales                                                           | Trabucchelli   | 3:37     |  |
| 9.                | «¿Qué me han hecho a mi canción, mamá?» (de Palabras, promesas...) | Melanie Safka                                                     | Trabucchelli   | 3:31     |  |
| 10.               | «Sola» (de Pic-Nic)                                                | María Ostiz · Turia · Toti Soler                                  | Trabucchelli   | 2:17     |  |
| 11.               | «Viva el pasodoble» (de Corazón de poeta)                          | Alejandro                                                         | Alejandro      | 4:09     |  |
| 12.               | «En mis noches» (de Pic-Nic)                                       | Jeanette · Turia                                                  | Trabucchelli   | 2:13     |  |
| 13.               | «Debajo del platanero» (de Palabras, promesas...)                  | Monty Norman                                                      | Trabucchelli   | 2:35     |  |
| 14.               | «Porque te vas (versión francesa)»                                 | Perales · Adapt. Francés: Claude Lemesle                          | Trabucchelli   | 3:20     |  |